# Federación Universitaria de San Marcos
La Federación Universitaria de San Marcos (FUSM) es una organización de representación estudiantil de la Universidad Nacional Mayor de San Marcos. Fue fundada por primera vez en 1947. Durante la década de 1990 fue disuelta durante la época del terrorismo. Fue refundada el 8 de julio de 2015.

## Historia

### Antecedentes

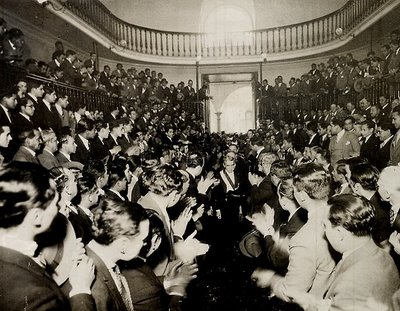
Durante el siglo, los estudiantes de la Universidad de San Marcos tuvieron una activa participación en el acontecer académico, político y social del Perú. En la foto se aprecia al presidente Augusto Leguía luego de un discurso en la universidad en 1920.

En los inicios del siglo XX, activistas universitarios promovieron una reforma dentro de la Universidad de San Marcos; este esfuerzo trascendió los límites de la universidad y se convirtió en un reflejo de un gran movimiento social en el Perú. La reforma universitaria planeaba el acceso a la educación de la clase media y popular, que hasta entonces tenía presencia minoritaria en San Marcos. Estos ideales iniciaron una larga tradición de activismo estudiantil en la universidad y alteraron el panorama político peruano.
En 1909, los estudiantes de la Universidad de San Marcos tuvieron una activa participación en protestas contra los gobiernos dictatoriales peruanos. En 1916, se constituyó la Federación de Estudiantes del Perú (FEP), liderada principalmente por estudiantes de San Marcos. Las demandas de la FEP incluían reformas universitarias como la actualización de los currículos, la remoción de profesorado no capacitado y la eliminación de la interferencia del gobierno peruano en la universidad. Durante el gobierno del presidente Augusto Leguía, se reorganizó el sistema educativo universitario y se concedió la autonomía universitaria.

### Primera etapa

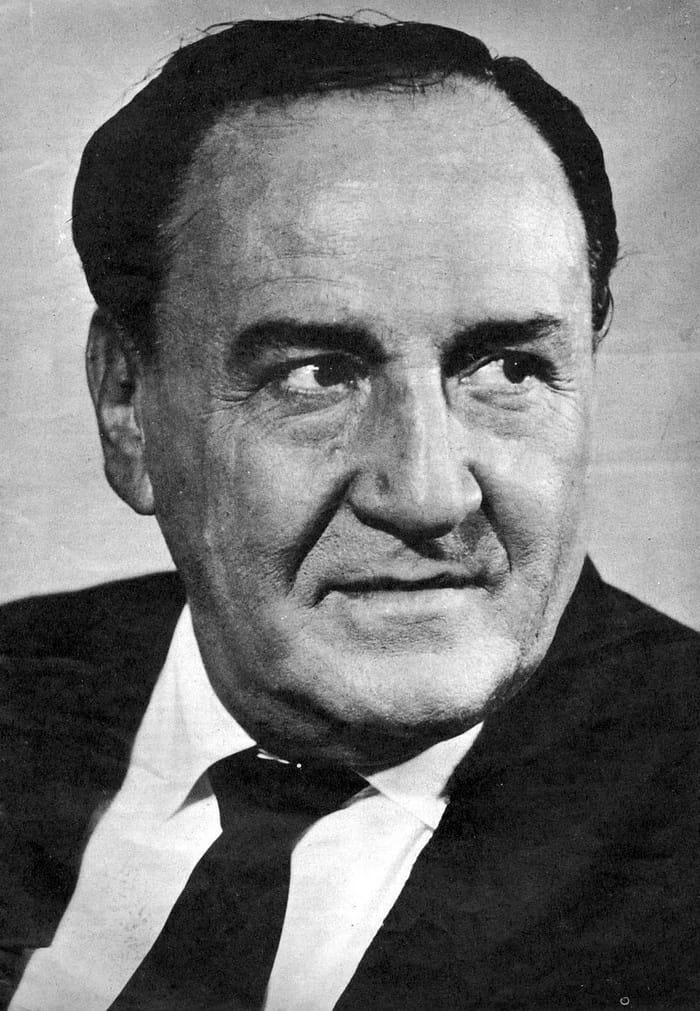
Si bien hubo presencia de diversas afiliaciones políticas, desde sus inicios hasta la década de los sesenta, la posición dominante en la FUSM estuvo marcada principalmente por el Partido Aprista Peruano (APRA). En la imagen, Víctor Raúl Haya de la Torre, abogado y político sanmarquino fundador de dicho partido.

La Federación Universitaria de San Marcos se constituye como tal en 1947, durante el gobierno de José Luis Bustamante y Rivero. En aquel entonces las organizaciones gremiales universitarias tenían como principal agenda la solución de incidentes en las aulas, problemas académicos de las facultades y la discusión de la realidad nacional e internacional. Una vez establecida la FUSM, esta organización asumió dicha agenda, a la que se sumó tomar un rol protagónico en el movimiento estudiantil peruano, el cual promovía la gratuidad, reforma educativa y democratización de la universidad para hacerla accesible a todos.[cita requerida]
En las décadas de 1940, 1950 y 1950, el Partido Aprista Peruano (APRA) tenía una fuerte presencia política en la Universidad Nacional Mayor de San Marcos y por ende, en la FUSM. En los años 1960 se establece el Frente Estudiantil Revolucionario (FER) de extrema izquierda. En la década de 1970, toma relevancia partidos de inspiración marxista, los cuales habían sustituido al APRA en la escena universitaria y se reivindicaba como herederos y continuadores del FER. Varias organizaciones durante este periodo tuvieron presencia como FER Antifascistas, Bandera Roja, el Patria Roja y el Partido Comunista Revolucionario (PCR).[cita requerida]

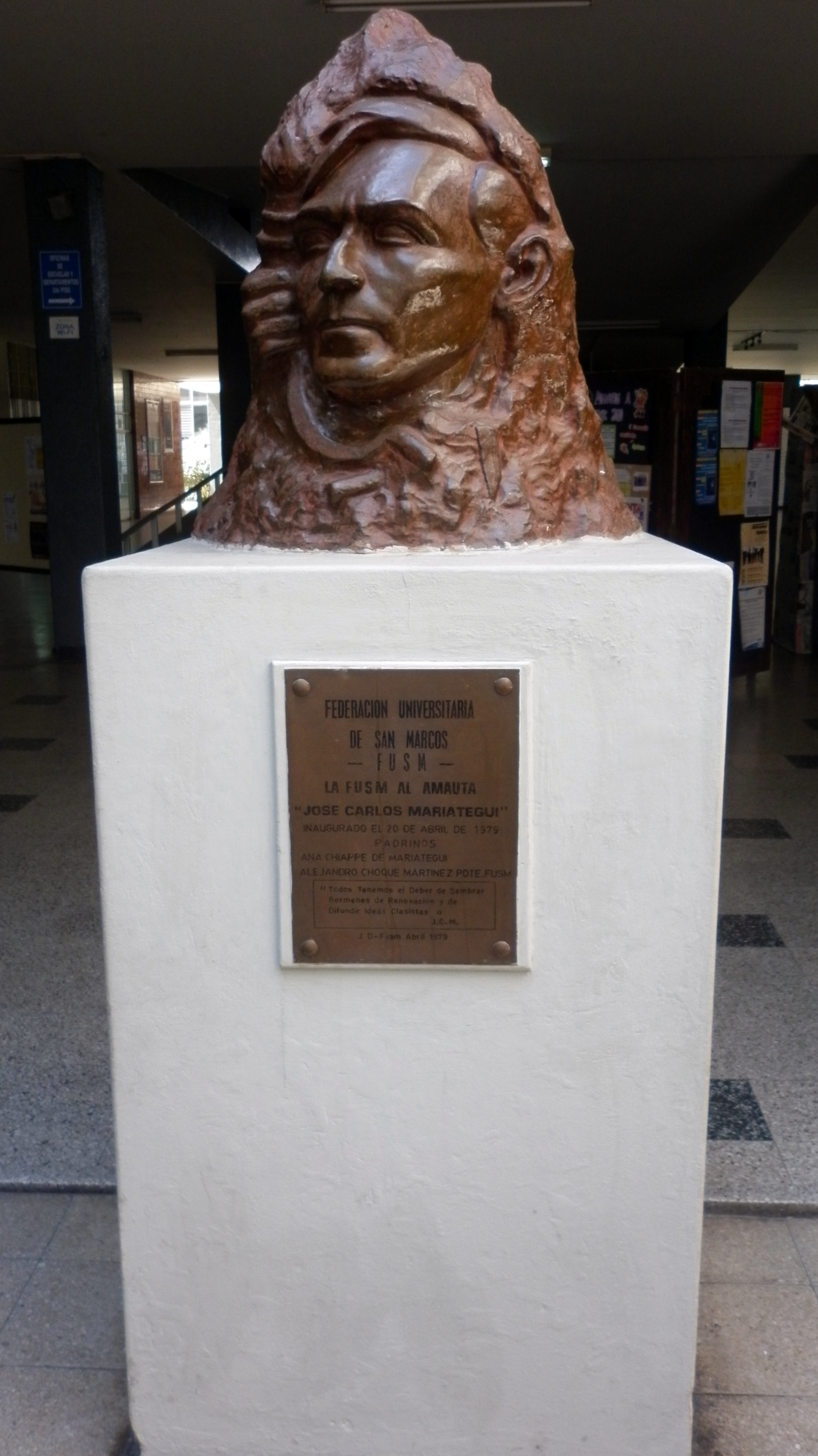
Si bien hubo presencia de diversas afiliaciones políticas, durante la década de los setenta y ochenta, la posición dominante en la FUSM estuvo marcada por partidos de izquierda y extrema izquierda. En la imagen, busto con dedicatoria de la FUSM a José Carlos Mariátegui ubicado en la Universidad de San Marcos, intelectual peruano que sirvió de inspiración e imagen para varios representantes durante dicha época.

En 1973 y 1976, el FER Antifascista gana las elecciones de la FUSM y ejerció una gran influencia en los estudiantes provenientes de las diversas regiones del país. Esta organización defencía la Revolución Cultural ejercida por el Partido Comunista Chino y la reivindicación del campesinado. Hacia finales de dicha década, el FER Antifascista sufrió un proceso de desprestigio en la universidad debido a los límites de su discurso centrado en reivindicaciones de corto plazo, su abstencionismo frente al cogobierno estudiantil y su práctica aislacionista.
En 1979, en el contexto de un plebiscito sobre la participación de los estudiantes en el cogobierno, se formó una alianza entre Patria Roja, PCR y otros grupos de izquierda, la cual logra derrotar en las elecciones de la FUSM a la corriente liderada por los antifascistas y otros grupos afines. Esta coalición asumió la dirección de la FUSM durante los años 1980 hasta la victoria de la Izquierda Unida en las elecciones de 1989. A inicios de los años 1990, en el contexto del durante la época del terrorismo, la FUSM fue desarticulada con la intervención administrativa y militar del régimen fujimorista.[cita requerida]

### Segunda etapa

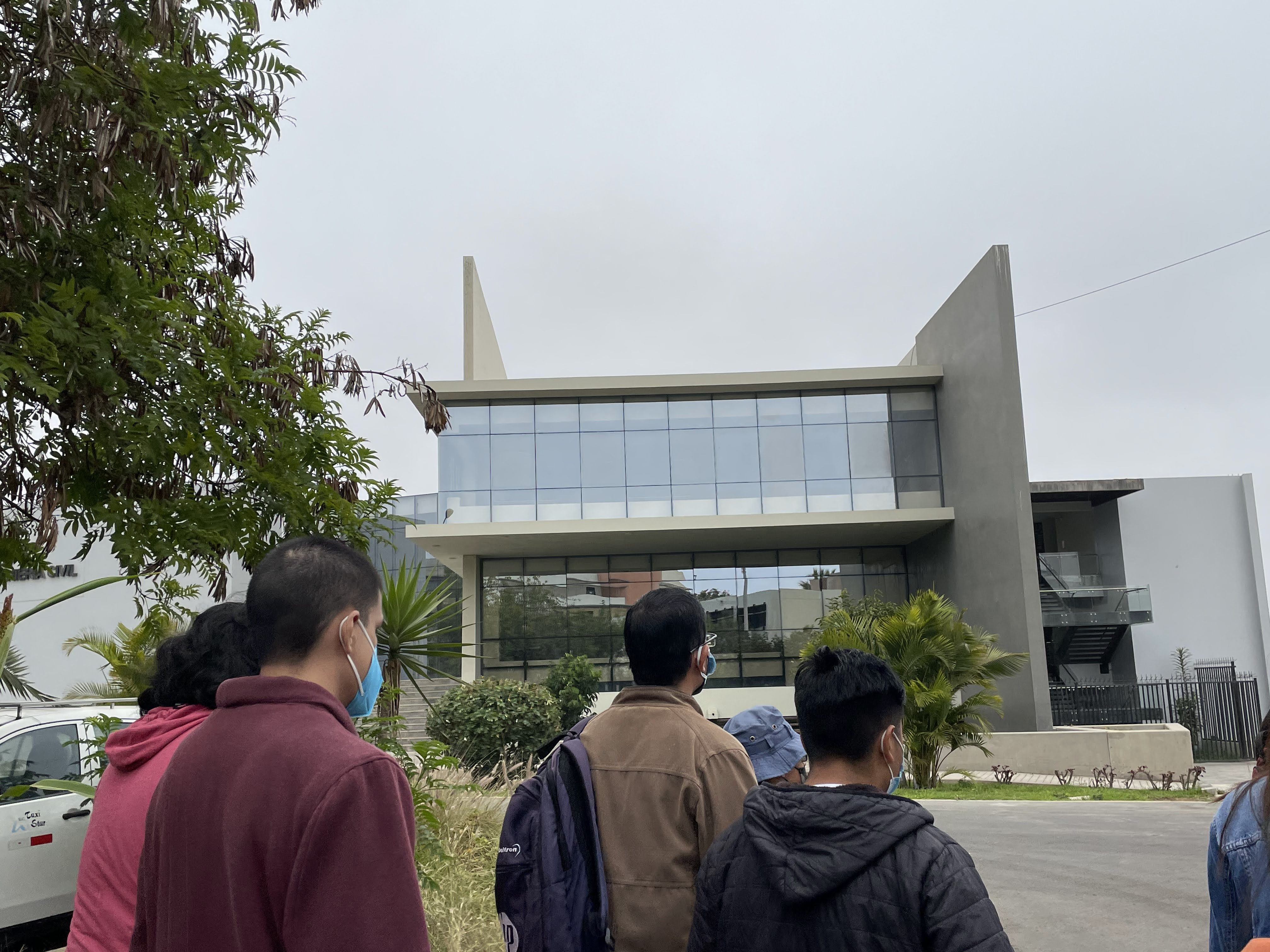
Ingresantes a la Universidad Nacional Mayor de San Marcos durante recorrido de bienvenida por la ciudad universitaria a inicio del 2022, actividad organizada por la Federación Universitaria de San Marcos.

El 6 de mayo del 2015 se constituyó una asamblea general con el objetivo de concretizar la reactivación de la Federación Universitaria de San Marcos, luego de 25 años desde su disolución. El 6 de julio del 2015 se dio el sufragio universitario, el cual eligió luego de más de dos décadas y en un contexto nacional menos politizado, una nueva junta directiva. Desde entonces la FUSM ha elegido democráticamente a seis juntas directivas, siendo la más reciente la del 2024. Aunque las posiciones dominantes durante la segunda etapa de la FUSM han estado en su mayoría vinculadas a la izquierda, esta fase ha mostrado una mayor diversidad de posturas y en general, han sido de corte más moderado en comparación con su primera etapa. El último presidente ha sido Hugo Pimentel elegido bajo elecciones en el año 2024.

## Organización

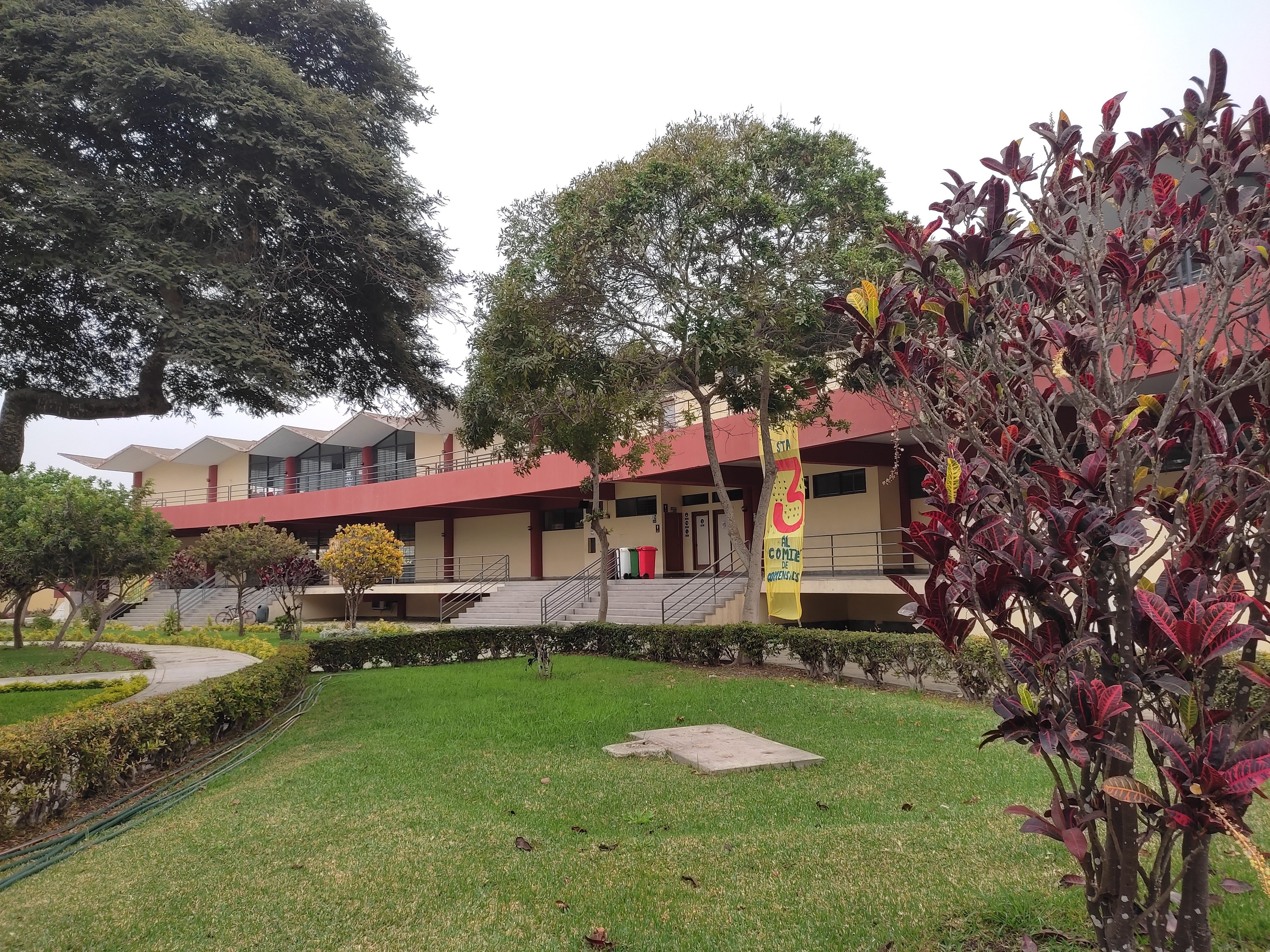
Exteriores del comedor universitario en el campus principal de la Universidad Nacional Mayor de San Marcos, lugar ocasionalmente elegido por la FUSM para sus actividades e inicio de sus marchas universitarias.

La Federación Universitaria de San Marcos es dirigida por un presidente y vicepresidente. Además de estos, cada comité electo cuenta en la actualidad también con representantes para las áreas de: organización y actas, relaciones externas e internas, asuntos académicos, prensa y propaganda, economía, bienestar universitario, cultura y deporte, defensa legal y derechos humanos, y proyección social.
Por petición de la FUSM, los gremios preexistentes a esta fueron reconocidos legalmente en el artículo 180° inciso «d» del Estatuto Universitario de la Universidad Nacional Mayor de San Marcos de 1984. Del mismo modo, en el artículo 185° inciso «m» del Estatuto Universitario de 2016, la FUSM fue reconocida como el máximo organismo gremial de los estudiantes de la Universidad de San Marcos, con derecho a participar de los órganos de gobierno con voz pero sin voto, tal como se estableció en el estatuto anterior.[cita requerida]
En cuanto a su representatividad, dado el alto grado de ausentismo en la participación electoral de la comunidad universitaria a lo largo de la historia Federación Universitaria de San Marcos, así como la significativa presencia de votos en blanco o viciados en diversos procesos, la selección de los representantes se lleva a cabo en función de los votos válidos emitidos por el total de miembros de la comunidad que acuden a votar. En ese sentido, los resultados no son necesariamente una representación estadística de las preferencias políticas ni electorales del total de la comunidad estudiantil.

### Presidentes
En su primera etapa, desde 1947 hasta 1989, la Federación Universitaria de San Marcos contó con los siguientes presidentes elegidos por procesos de elección democrática no obligatoria:[cita requerida]
| N.º | Presidente                        | Carrera        | Agrupación política                                                    | Periodo       |
| --- | --------------------------------- | -------------- | ---------------------------------------------------------------------- | ------------- |
| 1   | Rodolfo Galván Montoya            | Derecho        | Partido Aprista Peruano                                                | 1947 - ¿1948? |
| 2   | Eduardo Maldonado                 | Geología       | Partido Aprista Peruano                                                | 1948 - ¿1954? |
| 3   | Victoriano Herrera                | ¿?             | Partido Aprista Peruano                                                | 1954 - ¿1955? |
| 4   | Enrique Sifuentes Olaechea        | ¿?             | Partido Aprista Peruano                                                | 1955 - ¿1956? |
| 5   | Alfonso Barrantes Lingán          | Derecho        | Partido Aprista Peruano                                                | 1956 - 1958   |
| 6   | Orestes Rodríguez Campos          | Derecho        | ¿Partido Aprista Peruano?                                              | 1958 - ¿1959? |
| 7   | Alberto Franco Ballester          | Derecho        | Partido Aprista Peruano?                                               | 1959 - ¿1960? |
| 8   | Juan Alberto Campos Lama          | ¿Contabilidad? | Partido Aprista Peruano                                                | 1960 - 1961   |
| 9   | Alfonso Rómulo Ramos Alva         | Sociología     | Partido Aprista Peruano                                                | 1961 - 1962   |
| 10  | Max Hernández Camarero            | Medicina       | Frente Estudiantil Independiente                                       | 1962 - 1963   |
| 11  | Juan Alberto Campos Lama          | Contabilidad   | Partido Aprista Peruano                                                | 1963 - ¿1964? |
| 12  | Mario Castillo                    | Antropología   | Patria Roja                                                            | 1964 - ¿1965? |
| 13  | Licurgo Pinto                     | Derecho        | Unión Estudiantil                                                      | 1965 - ¿1966? |
| 14  | Ricardo André Gonzáles            | ¿?             | Frente Estudiantil Revolucionario                                      | 1967 - 1969   |
| 15  | José Carlos Vertiz Calderón       | Psicología     | Frente Estudiantil Revolucionario                                      | 1969 - ¿1970? |
| 16  | Rolando Breña Pantoja             | Derecho        | Patria Roja                                                            | 1970 - 1971   |
| 17  | José Ñique de la Puente           | Derecho        | Frente Estudiantil Revolucionario                                      | 1971 - 1972   |
| 18  | Rodolfo Calderón (interino)       | ¿?             | Frente Estudiantil Revolucionario                                      | 1972 - 1973   |
| 19  | Mario Rodríguez                   | ¿?             | FER Antifascista                                                       | 1973 - 1976   |
| 20  | Alejandro Salomón Choque Martínez | Sociología     | FER Antifascista                                                       | 1976 - ¿1979? |
| 21  | Enrique Jacoby                    | Medicina       | Juventud Comunista Revolucionara y/o Frente Estudiantil Revolucionario | 1979 - 1980   |
| 22  | Vitaliano Gallardo                | Derecho        | Izquierda Unida                                                        | 1980 - 1981   |
| 23  | Luis Alberto Mendieta Gavirondo   | Derecho        | Izquierda Unida                                                        | 1981 - 1983   |
| 24  | Miguel Cruzado                    | ¿?             | Partido Comunista del Perú                                             | 1983 - 1985   |
| 25  | Víctor Andrés Ponce Pérez         | Derecho        | Izquierda Unida                                                        | 1985 - 1987   |
| 26  | ¿?                                | ¿?             | Frente Democrático de Bases                                            | 1988 - 1989   |
| 27  | Luis Roberto Hoces López          | Historia       | Izquierda Unida                                                        | 1989 - 1990   |

## Actividades

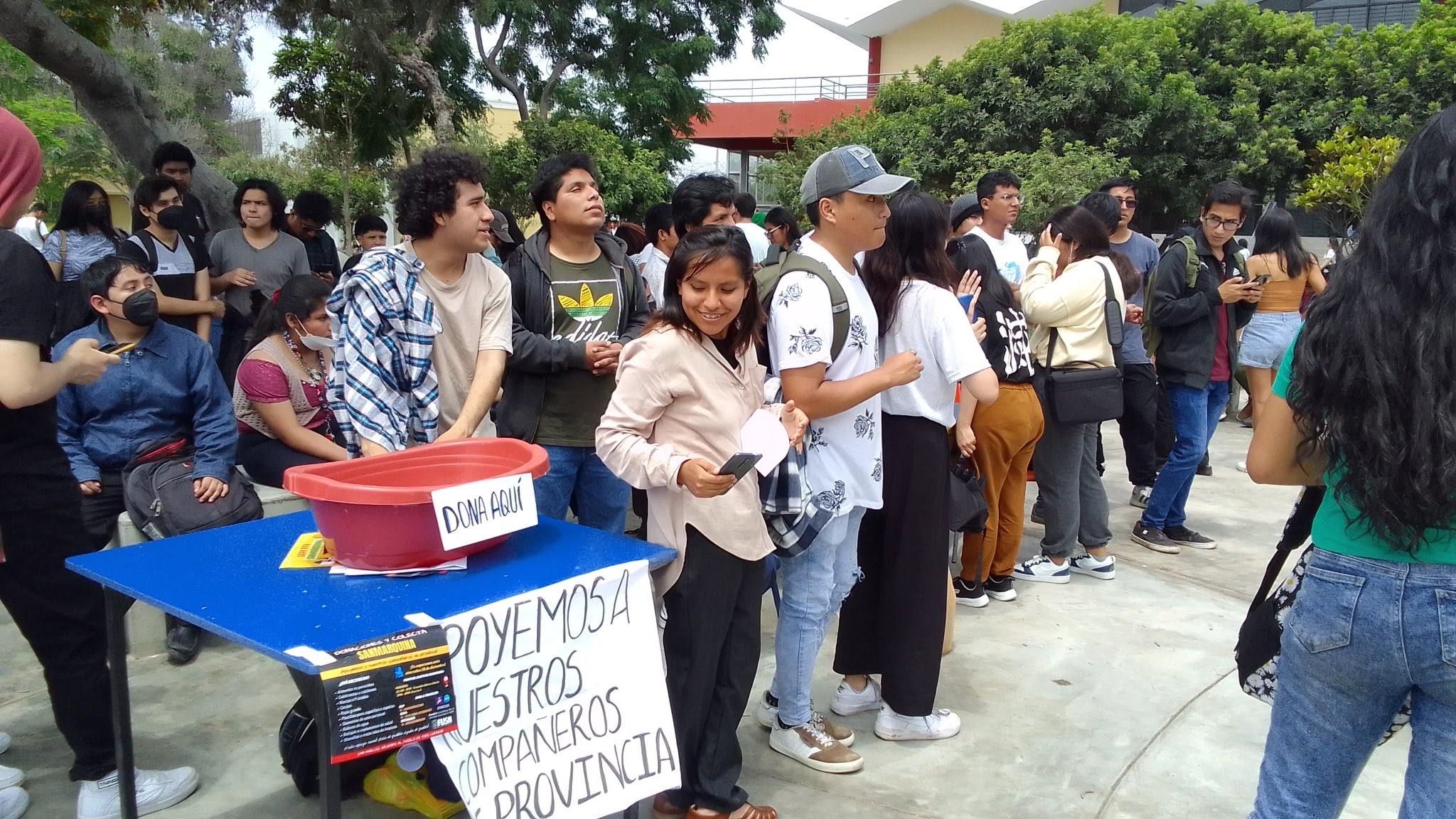
Colecta en favor de los estudiantes universitarios de provincia organizada por la Federación Universitaria de San Marcos durante el almuerzo especial de fines del 2022.

Entre los distintos logros que se le atribuyen históricamente a la Federación Universitaria de San Marcos en el Perú derivados de sus actividades, sea como propulsor o apoyo, se encuentran la creación del carné universitario, el medio pasaje universitario en el transporte público, descuentos para actividades culturales, entre otros. Así también, la creación del Coro Universitario de San Marcos (CUSM) y los Juegos Florales de San Marcos, los cuales en la actualidad organiza el Centro Cultural de la universidad.
Además de su activo rol político y contestatario, el cual se ha visto representado su organización o participación en diversas en protestas y marchas a nivel universitario y nacional, la FUSM ha organizado también en diversas ocasiones actividades de corte social y apoyo a la comunidad sanmarquina y peruana en general.